# インディラ・ガンディー小児病院
インディラ・ガンディー小児病院（インディラ・ガンディーしょうにびょういん、英語: Indira Gandhi Children's Hospital）は、アフガニスタンの首都カーブル中心部に所在する小児医療病院。同国初の脳性麻痺を扱う機関として、インド政府の支援を受け2004年に設立された。
タリバンによる2010年2月のカーブルテロ事件では、この病院の医師数名が犠牲になった。
2013年、日本政府は国際移住機関（IMO）を通じて52,000ドル相当の医療機材を提供した。